# Duda Brack
Eduarda Brack (Porto Alegre, 17 de setembro de 1993), mais conhecida como Duda Brack, é uma cantora, compositora e atriz brasileira.

## Carreira
Em 2015 Duda Brack lançou seu álbum de estreia É de forma independente. Para Brack a concepção de É remete a 2013, quando já tinha mais da metade do repertório em mãos, e formou a banda composta por Gabriel Ventura (guitarra), Gabriel Barbosa (bateria) e Yuri Pimentel (baixo). Bruno Giorgi, filho de Lenine, foi quem produziu o disco.
Duda revelou que o disco têm um resultado "visceral", porque foi gravado ao vivo, todo mundo tocando junto, depois uma coisa ou outra foi acrescentada. Mas o som de "power-trio" (bateria, baixo e guitarra) prevalece o tempo todo. Em entrevista para a Veja, Duda Brack revelou que Fiona Apple, Gal Costa e Ana Cañas foram referências para o seu álbum de estreia É.
Em É, Duda Brack foi eleita pela crítica especializada como artista revelação, integrou as listas que apontam os melhores trabalhos do ano pelos principais veículos de imprensa, rodou importantes palcos e projetos no Brasil e abriu shows de artistas como Elza Soares, Otto e Alceu Valença.
Em 2017, a convite de Charles Gavin (ex-Titãs) e da gravadora Deck, a artista entrou em estúdio novamente para gravar o álbum em tributo aos Secos & Molhados, "Primavera nos Dentes", juntamente a Charles Gavin, Paulo Rafael, Pedro Coelho e Felipe Ventura.
Em 2019, Duda participou do projeto "Iara Ira", ao lado das cantoras Júlia Vargas e Juliana Linhares, sob direção musical de Thiago Amud. O disco saiu pela gravadora Joia Moderna em parceria com a Oi.
Em novembro de 2021, lançou seu segundo álbum, Caco de Vidro, com participações de Ney Matogrosso e BaianaSystem, e com produção dela mesma em parceria com Gabriel Ventura. Em 2022, Duda fez sua estreia na atuação em Além da Ilusão, da TV Globo, interpretando a vedete do teatro Iolanda, uma das antagonistas da trama, fazendo par romântico com Danilo Mesquita.

Em abril de 2022, Duda Brack estreou em seu primeiro papel em novela. A atriz passou a integrar o elenco da novela das 18h da Rede Globo, “Além da Ilusão”, dando vida a personagem Iolanda, vedete do teatro de revista.

## Discografia
Álbuns de estúdio
- É (2015)
- Caco de Vidro (2021)

Álbuns de estúdio colaborativos
- Primavera nos Dentes (com Primavera nos Dentes) (2017)
- Iara Ira (com Júlia Vargas e Juliana Linhares) (2019)

## Filmografia

### Televisão
| Ano  | Título         | Personagem     |
| ---- | -------------- | -------------- |
| 2022 | Além da Ilusão | Iolanda Flores |